# Радзивилл, Константин
Константин Николай Мельхиор Мария Радзивилл (пол. Konstanty Mikołaj Melchior Maria Radziwiłł; род. 9 января 1958 во Вроцлаве) — польский врач, общественный и политический деятель, министр здравоохранения Польши в правительстве Беаты Шидло в 2015—2018 годах, с 2019 по 2023 год возглавлял Мазовецкое воеводство. Посол Польши в Литве (2023—2024).

## Биография

### Происхождение
Представитель княжеского рода Радизвиллов герба «Трубы». Старший сын князя Альберта Иеронима Николая Радзивилла (род. 1931) и княжны Анны Марии Чарторыйской (род. 1932). Младший брат — меценат Мацей Радзивилл (род. 1961). Внук князя Константина Николая Юзефа Радзивилла (1902—1944), владельца Зегрже, и графини Марии Желтовской (1906—1999).

### Образование
Выпускник Варшавского медицинского университета по специализации: семейный врач. Окончил аспирантуру по исследованию экономики здравоохранения в Варшаве и аспирантуру по изучению биоэтики в Варшаве.
В 1980—1982 годах — член Независимого союза студентов. Он также был активистом Движения «Свобода и Мир», с 1986 года был членом Совета Фонда Движения.

### Карьера
После окончания учёбы работал в качестве врача первичной медико-санитарной помощи в районной поликлинике, затем в SPZOZ в варшавском районе Урсынов и варшавской скорой неотложной помощи. Был также заводским врачом на промышленных предприятиях. С 1997 года является владельцем поликлиники семейной медицины.
С начала 1990-х годов Константин Радзивилл активно участвует в работе самоуправления врачей. В годы 1997—2001 годах он был секретарем Главного Совета Врачей, а в 2001—2010 годах — его председателем. Также делегат на Всепольский Съезд Врачей и член Районного Совета Врачей. В 2010 году стал президентом Постоянного Комитета Европейских Врачей.
В 2019 году назначен Матеушом Моравецким главой Мазовецкого воеводства.

## Награды
В 2004 году был награждён Крестом За Заслуги, а в 2009 году стал кавалером Ордена Возрождения Польши.
В 2023 году награждён командорским крестом ордена «За заслуги перед Литвой».

## Семья и дети
26 июня 1979 года в Варшаве женился на Жанне Маргарите Домбровской (род. 12 января 1959), от брака с которой у него восемь детей:
- Мария Анна (род. 30 января 1983, Варшава), муж с 2004 года Доминик Ронда (род. 1979)
- Мацей Леон (род. 26 августа 1984, Варшава)
- Анна Ядвига (род. 31 марта 1986, Варшава)
- Эльжбета Тереза (род. 9 октября 1987, Варшава)
- Ян Альберт (род. 16 апреля 1989, Варшава)
- Михаил Казимир (род. 17 мая 1991, Варшава)
- Кароль Роман (род. 4 января 1993, Варшава)
- Барбара Дорота (род. 9 августа 2000, Варшава)